# Printz Publishing
Printz Publishing är ett svenskt bokförlag som bildades 2010. Bland förlagets utgivna författare återfinns Jojo Moyes, Sophie Kinsella och Lucy Diamond. Sedan 2018 ingår Printz Publishing i Norstedts Förlagsgrupp.